# Thomas Collins (kardynał)
Thomas Christopher Collins (ur. 16 stycznia 1947 w Guelph, Ontario) – kanadyjski duchowny katolicki, arcybiskup Toronto w latach 2007–2023, kardynał.

## Życiorys
Urodził się w Guelph w prowincji Ontario. Od najmłodszych lat służył jako ministrant. Za namową jednego z nauczycieli ze szkoły średniej wstąpił do seminarium duchownego w Hamilton. Święcenia kapłańskie przyjął 5 maja 1973 w katedrze Chrystusa Króla w Hamilton z rąk biskupa Paula Redinga, ordynariusza Hamilton. Podjął następnie dalsze studia w Rzymie i w roku 1976 uzyskał licencjat na Papieskim Instytucie Biblijnym. W roku 1986 został doktorem teologii na Uniwersytecie Gregoriańskim. Był następnie wykładowcą i rektorem w Seminarium św. Piotra w London.
25 marca 1997 otrzymał nominację na biskupa-koadiutora diecezji Saint Paul. Sakrę otrzymał 14 maja w rodzimej katedrze w Hamilton. Udzielił jej Anthony Frederick Tonnos, biskup Hamilton. Sukcesję w diecezji Saint Paul przejął 30 czerwca 1997. 18 lutego 1999 przeniesiono go do archidiecezji Edmonton, także jako koadiutora. Sukcesję przejął 7 czerwca 1999. Był członkiem kilku kanadyjskich narodowych komisji, m.in. Teologicznej i Jedności Chrześcijan.
16 grudnia 2006 został mianowany arcybiskupem Toronto, jednej z najważniejszych archidiecezji w Kanadzie, jako następca kardynała Ambrozica. Ingres odbył się 30 stycznia 2007. Od stycznia 2010 jest również członkiem Papieskiej Komisji ds. Środków Społecznego Przekazu.
6 stycznia 2012 ogłoszona została jego kreacja kardynalska, której papież Benedykt XVI dokonał oficjalnie na konsystorzu w dniu 18 lutego 2012.
Brał udział w konklawe 2013, które wybrało papieża Franciszka oraz w konklawe 2025, które wybrało papieża Leona XIV.
11 lutego 2023 papież Franciszek przyjął jego rezygnację z funkcji arcybiskupa metropolity Toronto.